# Setodes sachrika
Setodes sachrika är en nattsländeart som beskrevs av Schmid 1987. Setodes sachrika ingår i släktet Setodes och familjen långhornssländor. Inga underarter finns listade i Catalogue of Life.